# Simpang Deli Kilang
Simpang Deli Kilang is een bestuurslaag in het regentschap Nagan Raya van de provincie Atjeh, Indonesië. Simpang Deli Kilang telt 534 inwoners (volkstelling 2010).